# Brinsley Le Poer Trench
William Francis Brinsley Le Poer Trench, Bá tước thứ tám xứ Clancarty, Hầu tước thứ bảy xứ Heusden (18 tháng 9 năm 1911 – 18 tháng 5 năm 1995) là một nhà nghiên cứu UFO nổi tiếng. Ông là một huân tước Ireland, cũng như một quý tộc trong giới quý tộc Hà Lan.

## Tiểu sử
Ông là con trai thứ năm của William Frederick Le Poer Trench, Bá tước thứ năm xứ Clancarty với vợ là Mary Gwatkin Ellis. Ông có bốn anh em cùng cha khác mẹ sinh ra với người vợ đầu tiên của Bá tước thứ năm, Isabel Maud Penrice Bilton, nữ diễn viên được biết đến với cái tên Belle Bilton, chết vì bệnh ung thư vào năm 1906. Brinsley được giáo dục tại trường Pangbourne Nautical College.
Từ năm 1956 đến 1959, Clancarty làm chủ biên tờ Flying Saucer Review (Bình luận Đĩa bay) và sáng lập tổ chức Đoàn Quan sát Vật thể Bay Không xác định (International Unidentified Object Observer Corps). Ông cũng tìm được việc làm bán không gian quảng cáo cho một tạp chí làm vườn nằm đối diện nhà ga Waterloo.
Năm 1967, ông thành lập Contact International (Tiếp xúc Quốc tế) và làm chủ tịch đầu tiên. Ông cũng từng là phó chủ tịch Hiệp hội Nghiên cứu UFO nước Anh (BUFORA). Clancarty là một thành viên danh dự của Hội Phi hành gia Cổ đại (Ancient Astronauts Society) không còn tồn tại, vốn ủng hộ những ý tưởng do Erich von Däniken đưa ra trong cuốn sách năm 1968 nhan đề Chariots of the Gods? (Cỗ xe của các vị thần?).
Năm 1975, ông kế thừa tước vị bá tước của người anh em cùng cha khác mẹ của mình, Grenville Sydney Rocheforte, Bá tước thứ bảy xứ Clancarty, cho ông một ghế trong Quốc hội Anh. Ông đã sử dụng vị trí mới của mình để thành lập Nhóm Nghiên cứu UFO (UFO Study Group) tại Viện Quý tộc, giới thiệu Flying Saucer Review cho thư viện của Thượng viện Anh và thúc đẩy việc giải mật dữ liệu UFO.
Bốn năm sau, ông đã tổ chức một cuộc tranh luận nổi tiếng tại Viện Quý tộc về UFO, thu hút nhiều bài phát biểu ở cả hai mặt của câu hỏi. Trong một cuộc tranh luận, Lord Strabolgi, về phía Chính phủ, tuyên bố rằng không có gì để thuyết phục ông là bất kỳ tàu vũ trụ ngoài hành tinh nào đã từng đến thăm Trái Đất cả.

## Đời tư
Clancarty kết hôn lần đầu tiên vào năm 1940, Diana (1919–1999), con gái của Sir William Younger, Bt. Cuộc hôn nhân này chấm dứt vào năm 1947. Ông kết hôn lần thứ hai, vào năm 1961, Bà Wilma Belknap (nhũ danh Vermilyea) (1915–1995) và về sau hai người ly dị vào năm 1969. Cuộc hôn nhân thứ ba của ông là vào năm 1974, với Bà Mildred Allewyn Spong (nhũ danh Bensusan) (1895–1975). Bà mất năm 1975 nhưng Clancarty đã tái hôn lần thứ tư vào năm 1976, với Bà May Beasley (nhũ danh Radonicich) (1904–2003).
Suốt phần đời còn lại ông sống ở South Kensington và qua đời tại Bexhill-on-Sea vào năm 1995, để lại bộ sưu tập giấy tờ phong phú của mình cho Contact International.
Tước vị Bá tước của ông được người cháu trai Nicholas Le Poer Trench (sinh 1952) kế thừa.

## Thuyết Trái Đất rỗng
Năm 1974, Trench đã xuất bản Secret of the Ages: UFOs from Inside the Earth (Bí mật thời đại: UFO từ bên trong Trái Đất), một cuốn sách đưa ra giả thuyết rằng trung tâm Trái Đất là rỗng, với các lối vào bên trong nằm ở cả hai vùng Bắc Cực và Nam Cực. Nội địa, ông đề nghị, bao gồm các hệ thống đường hầm lớn kết nối một thế giới hang động lớn. Trench cũng tin rằng lục địa Atlantis đã mất thực sự từng tồn tại và những đường hầm này có thể được xây dựng trên khắp thế giới bởi người Atlantis, cho nhiều mục đích khác nhau.
Trench tin rằng không có Bắc Cực thực sự, mà thay vào đó là một khu vực rộng lớn với biển ấm áp dần dần vào bên trong Trái Đất. Ông nói rằng con người đang 'sống trên boong tàu, không biết cuộc sống đang diễn ra dưới chân chúng ta'. Một lập luận mà ông đưa ra cho lý thuyết này là trong khi Trái Đất có hình cầu, nó bị làm phẳng ở hai cực. Ngoài ra, ông đặt câu hỏi làm thế nào tất cả các tảng băng có thể được tạo thành từ nước ngọt đóng băng, nếu không có dòng sông nào chảy từ bên trong Trái Đất ra bên ngoài. Ông cũng đã gợi ý rằng một tỷ lệ lớn các vật thể bay không xác định (UFO) bắt nguồn từ bên trong Trái Đất. Những vật thể này có khả năng được tạo ra bởi một nhóm những sinh vật tiến bộ hơn về mặt kỹ thuật, tương tự như con người, nhưng một nhóm có khả năng sở hữu khả năng ngoại cảm, cũng như khả năng điều khiển các hiện tượng tâm linh. Một lập luận khác cho lý thuyết Trái Đất rỗng là mọi thứ, ông đề xuất, bao gồm tinh vân, sao chổi và hành tinh, đều rỗng và những điều kiện này chắc chắn sẽ chứng minh thuận lợi cho thuyết Trái Đất rỗng.
Trong khi Trench có một trong những cuốn sách trước đây của ông đã bỏ qua thuyết Trái Đất rỗng, ông thừa nhận vào thời điểm đó 'được giáo dục cùng với hàng triệu người khác để tin rằng Trái Đất có lõi nóng chảy lỏng'.

## Tuyên bố khác
Theo Trench trong cuốn sách The Sky People (Người Trời), Adam và Eva, Noah và nhiều nhân vật khác trong Kinh Thánh ban đầu sống trên Sao Hỏa. Trench tin rằng Adam và Eva là những sáng tạo thử nghiệm của người ngoài hành tinh. Ông cho rằng đoạn mô tả trong Kinh Thánh về Vườn Địa Đàng không phù hợp với những gì trên Trái Đất và vì Sao Hỏa có kênh rạch, Vườn Địa Đàng phải nằm trên Sao Hỏa. Ông còn tuyên bố thêm rằng tảng băng cực bắc đã tan chảy trên Sao Hỏa và điều này khiến con cháu của Adam và Eva di chuyển đến Trái Đất.
Trench cũng tuyên bố quen biết một cựu phi công thử nghiệm Mỹ tiết lộ mình là một trong sáu người có mặt trong cuộc họp giữa Tổng thống Eisenhower và một nhóm người ngoài hành tinh, được cho là đã diễn ra tại Căn cứ Không quân Edwards vào ngày 4 tháng 4 năm 1954. Clancarty kể lại rằng chính viên phi công thử nghiệm đã nói với ông "Năm người ngoài hành tinh khác nhau đã hạ cánh xuống căn cứ. Ba người có phi thuyền hình chiếc đĩa và hai người có phi thuyền hình điếu xì gà... người ngoài hành tinh trông giống con người, nhưng không đúng như thế."
Ông tuyên bố rằng ông có thể lần theo dấu vết dòng dõi của mình từ 63.000 năm TCN, khi những sinh vật từ các hành tinh khác đã hạ cánh xuống Trái Đất bằng tàu vũ trụ.

## Tác phẩm
- The Sky People (1960)
- Men Among Mankind (1962)
- Forgotten Heritage (1964)
- The Flying Saucer Story (1966)
- Operation Earth (1969)
- The Eternal Subject (1973)
- Secret of the Ages: UFO's from Inside the Earth (1974).
- Reptiles from the Internal World (1979)
- China in the Closet: A Romantic Mystery (1981)
- Egos and Sub-Egos (1983)
- UFOs: Just Shiny Birds? with Anna Robb (1984).